# Gara Drobeta-Turnu Severin
Gara Drobeta-Turnu Severin este o stație de cale ferată care deservește municipiul Drobeta Turnu Severin, România. A fost modernizată în 2010.